# バンビーナ
『バンビーナ』は、布袋寅泰の18枚目のシングル。

## 概要
1999年4月16日に、東芝EMIから発売された。布袋の最後の8cmCDである。
ベストアルバム『GREATEST HITS 1990-1999』のリリースに際し制作されたシングルであり、布袋曰く「ロデオ・ロック」なサウンドに仕上がっている。タイトル「バンビーナ(BAMBINA)」はイタリア語で「女の子」を意味する。渡邉貢がベースで参加。また本作で『COUNT DOWN TV』に出演した際には、同郷の後輩であるヤガミトールがドラムで参加。生バンド風のサウンドだが、全ての音をハードディスクに取り込みサンプリングしており、よく聴くとデジタルなサウンドで前年発売『SUPERSONIC GENERATION』の延長線上にある音作りが成されている。

## 収録曲
| 全作曲・編曲: 布袋寅泰。 |                  |           |            |      |
| #                        | タイトル         | 作詞      | 作曲・編曲 | 時間 |
| 1.                       | 「バンビーナ」   | 森雪之丞  | 布袋寅泰   | 4:50 |
| 2.                       | 「GET YOUR GUN」 | 布袋寅泰  | 布袋寅泰   | 3:39 |
| 合計時間:                | 合計時間:        | 合計時間: | 8:29       |      |

## 曲解説
1. バンビーナ
コンセプトはラップとロカビリーの融合[1]。「デモ・テープを聴いた時、遊園地のアトラクション的疾走感にぶったまげたと同時に、布袋君の測り知れないキャパシティの広さに感動を覚えた。」と、作詞を担当した森が後に語っている。
TBS系『COUNT DOWN TV』1999年4月度オープニングテーマ。
PVは中野裕之が監督を務め、モデルの内田仁菜が出演した。黄色いポンポンを持った布袋が登場するというコミカルな演出は「中野監督じゃなかったら断っていた」と述べている。
音楽ゲーム『GuitarFreaks』家庭用3rdMIXおよびアーケード版5thMIXにカバーバージョンが使用された。
2000年に5000セット限定で発売された布袋デザインのヘッドフォン型Solid Audio Player ＋ Smart Mediaによる "BEAUTIFUL NOISE"に、もりばやしみほのヴォーカルによる「バンビーノ」が「布袋寅泰 featuring もりばやしみほ」名義で収録された。タイトルがバンビーナ（女の子）→バンビーノ（男の子）に変更されている通り、歌詞も部分的に変更されている。同曲は後にトリビュート・アルバム『LOVE for NANA 〜Only 1 Tribute〜』にも収録。
トリビュートアルバム『ALL TIME SUPER GUEST』でRIP SLYMEが「バンビーナ (BAMBINO MIX)」としてカバー。
高校野球の応援ファンファーレとしても度々使用されている。テレビドラマ『WATER BOYS2』のシンクロのシーンにおいて流された。読売ジャイアンツ・山口俊の登場曲として使用。
『THE FIRST TAKE』に初出演した際、この曲を披露した[2]。
2. GET YOUR GUN
本作とどちらをシングルにするか本人が最後まで迷ったという楽曲。

## 演奏
- 布袋寅泰：ボーカル、ギター、キーボード
- ザッカリー・アルフォード：ドラムス
- 渡邉貢：ベース
- ワタナベノブタカ：プログラミング、オーディオエディット
- 田口亮：バッキングボーカル

## 収録アルバム

### バンビーナ
- ベスト『GREATEST HITS 1990-1999』（1999年6月23日）
- ライブ『TONIGHT I'M YOURS』（2000年1月26日）
- オムニバス『GUITAR FREAKS 3rd MIX&drummania 2nd MIX soundtracks』（2000年11月22日）
- ライブ『ROCK THE FUTURE TOUR 2000-2001』（2001年3月16日）
- ライブ『布袋寅泰 ライブ in 武道館』（2002年12月26日）
- TVサントラ『WATER BOYS2 TV オリジナル・サウンドトラック』（2004年7月28日）
- ライブ『MONSTER DRIVE PARTY!!!』（2005年9月14日）
- オムニバス『LOVE for NANA 〜Only 1 Tribute〜』（2005年3月16日）
- ベスト『ALL TIME SUPER BEST』（2005年12月7日）
- オムニバス『姫トラ・プレゼンツ・ホストランス』（2007年1月31日）
- ライブ『MTV UNPLUGGED』（2007年6月27日）
- トリビュート・アルバム『ALL TIME SUPER GUEST』（2011年8月17日）
- ベスト『51 Emotions -the best for the future-』（2016年6月22日）

### GET YOUR GUN
- ベスト『B-SIDE RENDEZ-VOUS』（2000年1月26日）